# Шиловка (Єйський район)
Ши́ловка — хутір в Єйському районі Краснодарського краю, вхдить до складу Ясенського сільського поселення.
Хутір лежить на березі Азовського моря, за 40 км на південь від міста Єйськ, за 4 км від станиці Ясенська.